# Избори за председника Аустрије 1974.
Избори за председника Аустрије 1974. су били шести председнички избори у историји Аустрије. Одржани су 23. јуна 1974. године после смрти дотадашњег председника Франца Јонаса 24. априла 1974. За изборе су се кандидовала два канидидата: Рудолф Кирхшлегер из Социјалдемократске партије и Алојз Лугер из Народне странке Аустрије. Победио је Кирхшлегер освојивши у првом кругу 51,70% гласова.

## Изборни резултати
Резултати председничких избора у Аустрији 1974.
| Укупно важећих гласова                                    | Укупно важећих гласова | 4.630.837 | 100 |
| Неважећих гласова                                         | Неважећих гласова      | 102.179   | 2,2 |
| Извор: Резултати председничких избора у Аустрији од 1951. |                        |           |     |

- Од 5.031.772 регистрованих гласача на изборе је изашло 94,06%

## Последице избора
Рудолф Кирхшлегер је постао осми председник у историји Аустрије и четврти који је изабран на слободним, демократским изборима. Биће на тој позицији до 1986, пошто је победио и на председничким изборима 1980.